# Nicolas Marie Potain
Nicolas Marie Potain (Parigi, 1723 – Choisy-le-Roi, 29 dicembre 1790) è stato un architetto francese.
Vincitore del Grand Prix de Rome nel 1738, lavorò a stretto contatto con Ange-Jacques Gabriel nel dipartimento dei Bâtiments du Roi. Progettò numerosi edifici civili e religiosi, anche se pochi furono effettivamente costruiti. Fu inoltre responsabile della supervisione del Castello di Fontainebleau e costruì anche numerosi edifici per clienti privati, la maggior parte dei quali non esiste più.
Tra i precursori dell'architettura neoclassica, scrisse un Traité des ordres d'architecture (2ª edizione, 1767), in cui cercò di riabilitare l'uso della colonna. Era suocero dell'architetto Pierre Rousseau e dello scultore Philippe-Laurent Roland, oltre che cognato dell'architetto Gabriel de Lestrade.

## Biografia
Nicolas Marie Potain era figlio di François Potain (nato nel 1688), mastro falegname e giurato del re, e di Claude Renée Morel; dalla parte di madre era imparentato con gli scultori Nicolas e Guillaume Coustou. Sua sorella Geneviève sposò l'architetto Gabriel de Lestrade e poi l'imprenditore Charles-Pierre Pécoul, suocero del grande pittore David.

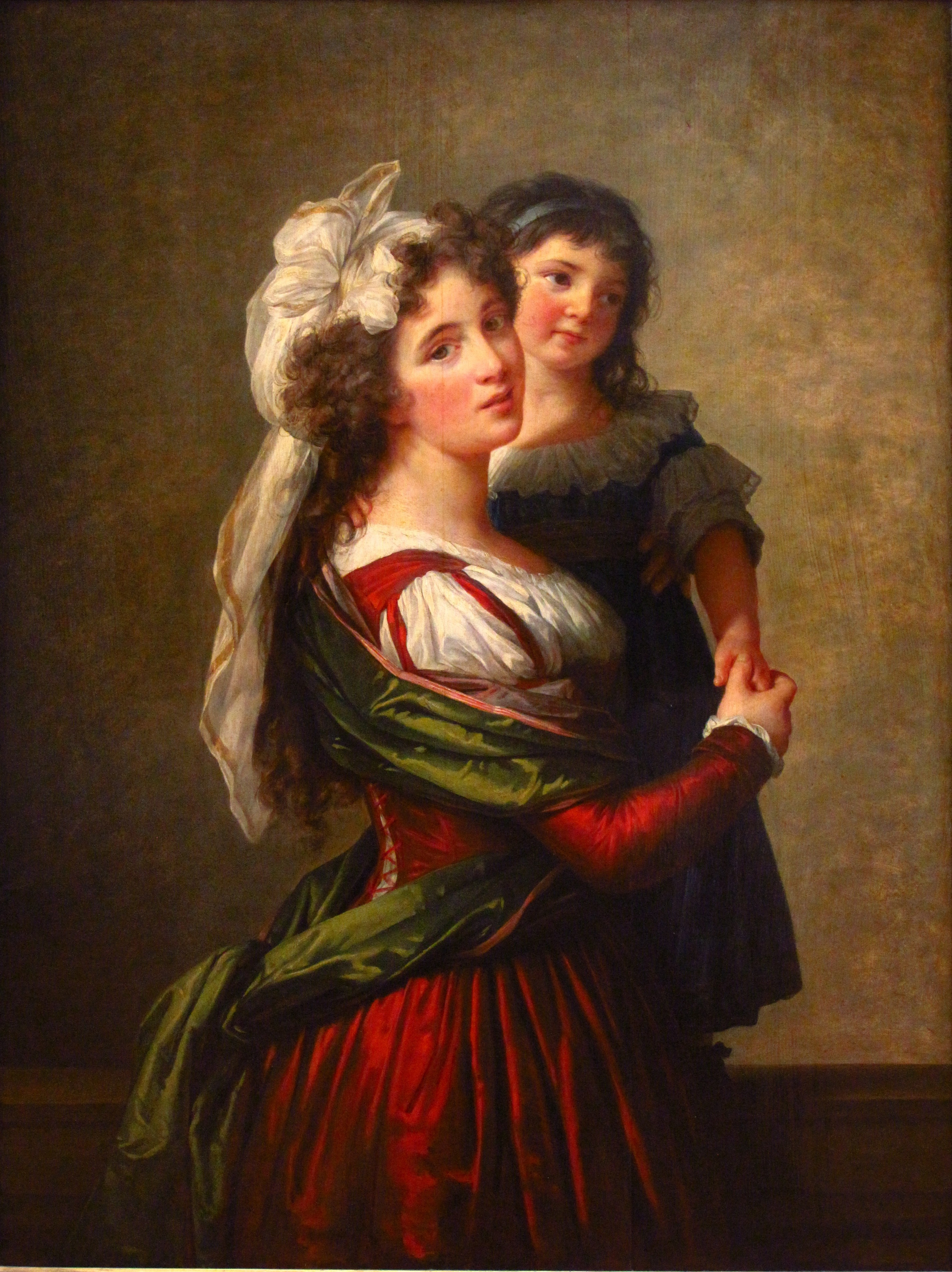
Élisabeth Vigée Le Brun, Madame Rousseau (nata Marie Adrienne Potain) e sua figlia, 1789, Parigi, Museo del Louvre.

Sposò Marie-Louise Le Saché (1725-1816 circa), figlia del segretario di Ange-Jacques Gabriel e nipote dell'architetto e stereotomista del re Jean-Baptiste Delarue. Gli diede cinque figli, due femmine e tre maschi, tra il 1754 e il 1759:
- Marie Adrienne (nata nel 1754) sposò in prime nozze Pierre-Philippe Leroux, costruttore; rimasta vedova molto giovane, si risposò nel 1777 con Pierre Rousseau, architetto; di Vigée-Lebrun esiste un ritratto di Madame Rousseau e di sua figlia;
- Nicolas (1755-1788);
- Thérèse Françoise (1757-1845) che sposò nel 1782 lo scultore Philippe-Laurent Roland;
- Marie Gabriel (1758-1793), ufficiale di marina morto a Santo Domingo;
- Victor Maximilien (1759-1841), ultimo dei tre figli, Prix de Rome nel 1785 e pittore storico; sposto Thérèse Geneviève Tavernier.

### Collaboratore di Gabriel
Potain fu studente dell'Accademia reale d'architettura e vinse il Grand Prix de Rome nel 1738 per il suo soggetto: “l'ingresso o meglio la porta d'ingresso d'una grande città, circondata da un fossato largo venti tozzi, con un ponte per attraversare il fossato e una strada della città all'altezza della magnificenza”.
A Roma, Potain fa amicizia con l'incisore Charles-Nicolas Cochin e conosce gli architetti Jean-Laurent Legeay, Maximilien Brébion e Nicolas-Henri Jardin, precursori del neoclassicismo. Nell'agosto del 1741, mentre visitava dei tetti, cadde e si ruppe la clavicola. Alla fine del 1745 Ange-Jacques Gabriel gli commissiona di rilevare i piani dei principali teatri d'Italia.
Nel 1748, Gabriel scelse Potain come primo disegnatore del suo studio, in sostituzione di Louis-Adam Loriot. Il primo architetto del re sostenne il suo collaboratore contro i rivali e i plagiatori, arrivando a mostrare una certa parzialità in una disputa con Charles Dupuis, fortemente criticata dal marchese di Marigny. Quando Luigi XV pose la prima pietra della Scuola Militare, il 1º giugno 1769, Potain gli presentò il recipiente dorato contenente la malta, mentre il duca di Choiseul mise in mano al re la cazzuola. Potain si era così affermato come uno strettissimo collaboratore di Gabriel, e non sorprende che diversi autori gli attribuiscano un ruolo importante nella creazione della Piazza Luigi XV (l'attuale Place de la Concorde) a Parigi, tra il 1754 e il 1770. È risaputo che il marchese di Marigny apprezzasse i progetti da lui presentati per la piazza.

### IlTraité des ordres d'architecture
Nel 1747 Potain pubblica il Traité des ordres d'architecture. La pubblicazione nel 1752 del Saggio sull'architettura di Marc-Antoine Laugier lo portò a rielaborare il proprio lavoro. “Fu uno dei primi architetti a sostenere il tentativo del gesuita di restituire dignità e logica alle colonne nella struttura degli edifici". Questo concetto fu particolarmente sviluppato dal suo genero Pierre Rousseau all'hôtel de Salm.
(Nicolas Marie Potain, Traité des ordres d'architecture, 2ª ed., 1767.)
Dedicò il suo libro al marchese di Marigny e lo fece approvare dall'Accademia reale d'architettura, alla quale era stato ammesso nel 1756. Si dimostrò inoltre sensibile alla filosofia sensualista:
(Nicolas Marie Potain, Traité des ordres d'architecture, 2ª ed.,1767.)
Intorno al 1825, gli eredi di Potain pensarono di pubblicare una nuova edizione del Traité, includendo la seconda parte, rimasta manoscritta. Pierre Rousseau tuttavia osservò che i profili e gli ornamenti non erano più aggiornati e il progetto fu abbandonato.

### Principali progetti e realizzazioni

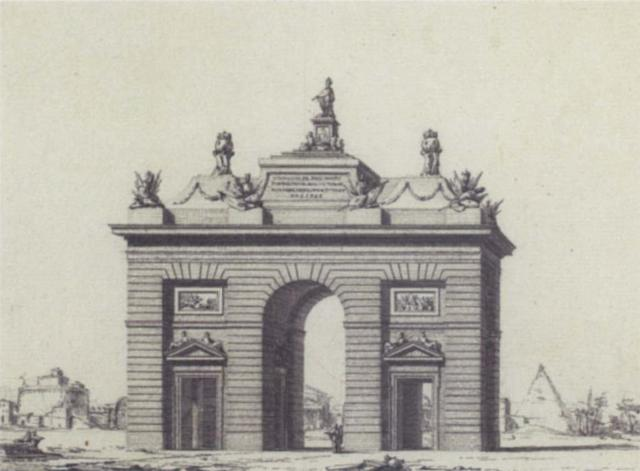
Progetto per un arco trionfale sormontato da una statua di Luigi XV, attribuito a Nicolas Marie Potain

Nell'aprile del 1762, su richiesta del vescovo di Rennes, monsignor di Vauréal, si recò in Bretagna in compagnia di Soufflot per valutare lo stato della cattedrale di san Pietro a Rennes, che rischiava di crollare. Fu chiaro che, per evitare un crollo totale, sarebbe stato necessario ricostruire l'intero edificio, ad eccezione della facciata, che era stata costruita di recente ed era solida. I due architetti consigliarono di invertire l'orientamento dell'edificio e di mantenere solo le torri, che sarebbero state collocate in corrispondenza dell'abside. L'Avant-Coureur del 7 giugno 1762 riferisce della loro missione: "La Bretagna, zelante nell'abbellire la sua capitale, ha voluto che fosse abbellita anche da una cattedrale costruita secondo il buon gusto dell'architettura greca [...] Monsieur Potain sarà incaricato, sotto la guida di Monsieur Soufflot, della direzione di questo edificio. Il progetto di Potain fu approvato da Luigi XV in Consiglio il 9 marzo 1762 ed è ora conservato presso gli Archivi Nazionali. Costretto dall'ambiente a estendere i bracci di una croce latina, Potain progettò una navata longitudinale con collaterali e un deambulatorio. L'ordine è ionico scanalato. Nell'abside, la cappella ovale della Comunione è incastonata tra i campanili gotici. La demolizione avvenne tra il 1756 e il 1768, anche se, per sbloccare i fondi necessari alla realizzazione del progetto di Potain, sarebbe stato necessario "risparmiare” su diverse abbazie, privando i loro titolari dei benefici. Il re però esitò e il progetto fu accantonato.
Nel 1764 Potain realizzò il suo progetto più noto, per la chiesa di san Germano a Saint-Germain-en-Laye. Composizione elegante e calda, essa appartiene al decennio in cui gli ex collegiali dell'Accademia di Francia a Roma, Peyre il Vecchio, Trouard, Chalgrin e lo stesso Potain, riportarono in onore gli schemi principali delle chiese paleocristiane.
La prima pietra fu posata il 20 novembre 1766 dal duca di Noailles, anche se questo progetto non fu considerato prioritario dal Controllore Generale delle Finanze, poiché all'epoca Saint-Germain-en-Laye era ampiamente trascurata dalla corte. Per ridurre le sollecitazioni di Potain e tenerlo lontano da questo progetto senza prospettive, monsieur d'Angiviller (direttore generale degli edifici del re) gli offrì allora il controllo di Fontainebleau come promozione. Con una certa ipocrisia, fece notare a Potain e alla moglie che il loro appartamento ufficiale sarebbe stato più grande di quello di Versailles e che avrebbero trovato abbastanza camere da letto per i loro figli e le loro figlie. Suo genero, Pierre Rousseau, si occupò invece del cantiere di Saint-Germain-en-Laye e Potain lo fece aggiungere alla supervisione di Fontainebleau nel 1785. Assieme, tra il 1785 e il 1786, costruirono un nuovo edificio principale tra la Galleria Francesco I e il Giardino di Diana per ampliare gli appartamenti reali.
Nel 1765, Potain progettò un teatro in cui i peristili non erano concepiti come semplice decorazione urbana, ma esprimevano la struttura interna stessa dell'edificio.
Per il marchese di Marigny, al Castello di Menars, progettò invece un padiglione a rotonda in ordine dorico per un sito noto come Rond-de-Cour; per lo stesso sito, fu uno degli architetti - insieme a Charles De Wailly e Michel-Barthélemy Hazon - a cui il marchese chiese in via confidenziale, nel 1768, i disegni per un belvedere cinese.
A Parigi costruì per il marchese di Castries il piccolo hôtel de Castries, al numero 76 di rue de Varenne, che fu affittato nel 1772 al principe di Rohan e nel 1778 al duca di Guines. Il palazzo fu demolito con la costruzione del Ministero dell'agricoltura nel XIX secolo.
Condivise o rilevò alcune attività del cognato, Gabriel de Lestrade, nella regione del Dunois, nonché il Castello di Courtalain (Eure-et-Loir), dove lavorò per il Casato di Montmorency prima di lasciare il posto al genero Rousseau.

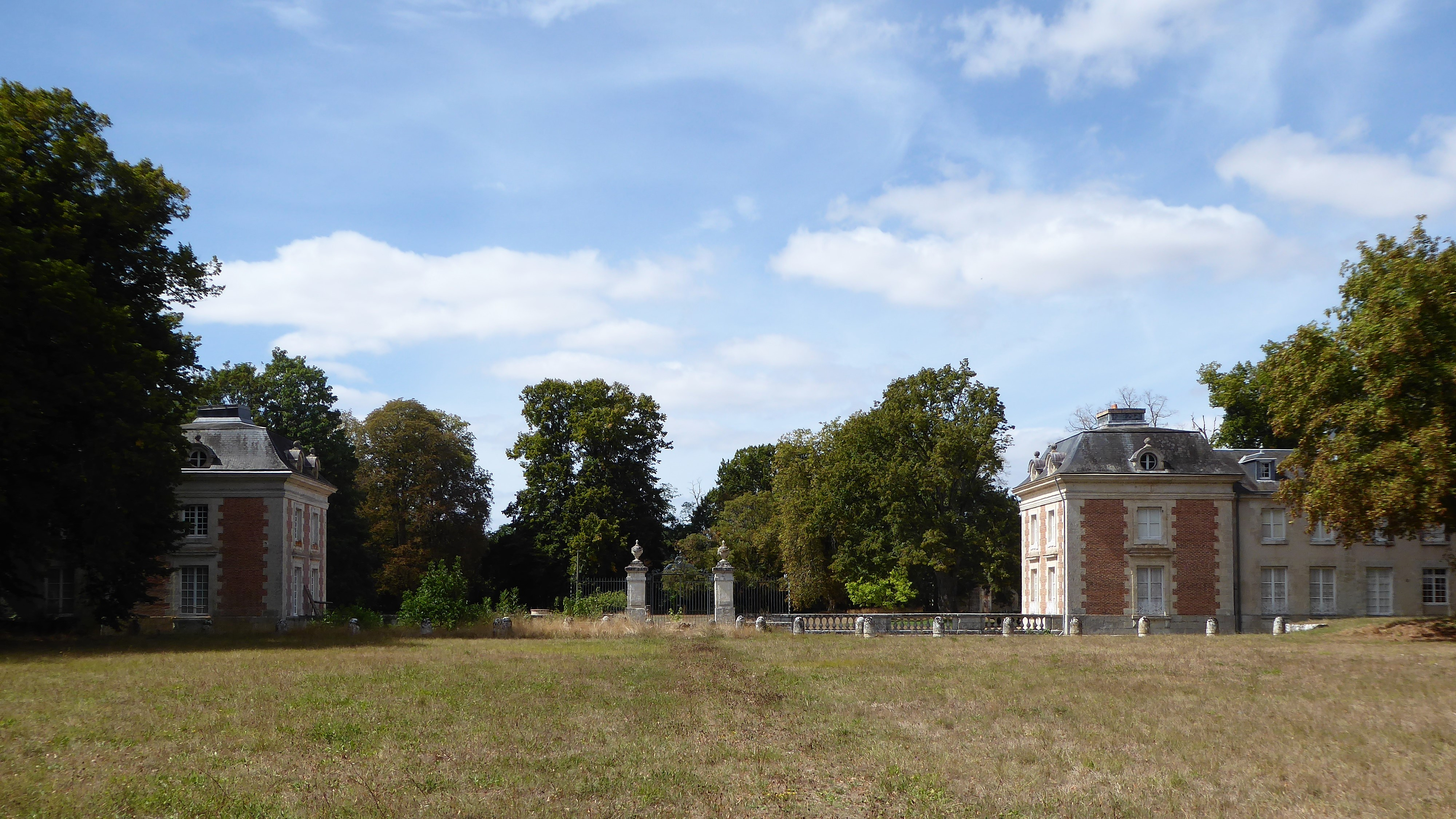
Il castello di Montboissier (Eure-et-Loir).

Tra Chartres e Châteaudun, dal 1772 costruì il castello di Montboissier per la viscontessa di Montboissier, nata Marie Charlotte Madeleine Boutin. Si trattava di un imponente edificio in mattoni e pietra con una cupola centrale, simile al Castello di Sourches, costruito dieci anni prima da Gabriel de Lestrade a Saint-Symphorien, vicino a Le Mans. Nel grande appartamento di Montboissier, Potain aveva amministrato la sua dotta e ragionata concezione degli ordini. Secondo un antico inventario degli arredi, la sala da pranzo era decorata secondo la grande architettura dell'ordine tuscanico, il salone estivo seguendo l'architettura dell'ordine corinzio, mentre il superbo salone di compagnia imitando l'architettura dell'ordine ionico. Il vestibolo separava lo scalone principale da una cappella palatina a due piani. Venduto come bene nazionale durante la Rivoluzione francese, Montboissier fu parzialmente distrutto nel 1795 e se ne conoscono solo le incisioni. Rimangono i padiglioni d'ingresso, la porta, il fossato, l'arco di trionfo e alcuni capricci del parco.
Nel 1776 Potain presentò due progetti per il Palazzo della Borsa di Nantes sul sito dell'Ile Feydeau, già proposto da Pierre Vigné de Vigny. Graslin tuttavia preferì raggruppare la Borsa e il teatro nella stessa composizione urbana, il che portò a una controversia e all'abbandono del progetto di Potain.
Sempre nel 1776, Potain divenne l'ispettore edilizio del re responsabile del castello di Fontainebleau. La regina Maria Antonietta voleva infatti modernizzare i suoi appartamenti. Richard Mique progettò allora il boudoir turco, che commissionò a Potain.
Nel 1780 partecipò al concorso per la ricostruzione della Reggia di Versailles. Il suo progetto è stato conservato, ma non sembra aver ricevuto le 8.000 livres assegnate per questo lavoro.
Potain morì a Choisy-le-Roi nel 1790 in una delle case costruite probabilmente da Marie-Joseph Peyre, in rue Auguste-Blanqui”. La vedova scrisse nelle sue Memorie: “Ho avuto la sfortuna di perdere mio marito e Luigi XVI mi ha dato una casa a Choisy-sur-Seine, che la Rivoluzione mi ha tolto".
La Scuola superiore di belle arti ha conservato sei suoi disegni per una sala degli spettacoli
Le sue opere influenzarono Jean-François Thomas de Thomon, in particolare per la realizzazione della Borsa di San Pietroburgo (1805-1810).